# Mimers Hus
Mimers Hus är en byggnad i centrala Kungälv, huvudort i Kungälvs kommun. Huset är tillägnat kultur och lärande, med Mimers kulturhus och kommunens gymnasieskola Mimers Hus gymnasium. Mimers kulturhus inrymmer Kungälvs stadsbibliotek, teater, utställningshall, samlingssalar, kulturskola, unga-verksamheten KultLab, samt Mimers café. 

## Byggnaden
Byggnaden är ritad av Wingårdh arkitekter AB/ arkitekt Jonas Edblad och invigdes i september 2004.
Husets idé är ljus, öppenhet och transparens, vilket bland annat kommer till uttryck i Kulturhusets helglasade fasad med horisontella lameller, och i takhöjd på 15 meter i kulturhusets huvudentré respektive 12 meter i biblioteket. Kulturhusets innerväggar är klädda med ljuslaserad björkpanel, vilket också bidrar till intrycket av rymd. 
År 2016 renoverades kulturhusets gatuplan, för att anpassa lokalerna till hur husets verksamheter utvecklats. 

### Konstnärlig utsmyckning
Statens konstråd valde ut tre konstnärer som utförde permanenta konstverk för byggnaden. 
Björn Bergsten. Skulpturen ”Fanfar” 2004, är en 19,2 meter hög skulptur i stål formad som en lur eller en änglatrumpet som smyckar utomhusmiljön vid huvudentrén till Mimers hus.
Patrick Nilsson. Installationen ”Limbo” 2004, består av en mening som ristats in i elevmatsalens glasväggar och träpaneler -  ”Vissa dagar känns det mesta ganska meningslöst. Ibland känns det precis tvärtom”. 
Ragna Róbertsdóttir. Installationen "Is-Land" 2004, smyckar väggen utanför teatern, i Mimers Kulturhus entréhall. Verket består av 180 kg krossat fönsterglas som kastats mot en yta på ca 60 kvm stor.
2015 fick Mimers Hus ytterligare ett konstverk i direkt anslutning till huvudentrén. Monica Funks verk i granit/konglomerat från 2009 heter "Slow Life". Tre stora granitbumlingar skulpterade som ansikten tycks växa upp ur marken vid entrén. Verket hade tidigare ingått i skulpturutställningen "Skulptur så ini Norden" .
I samband med ombyggnaden 2016, uppförde Carolina Falkholt målningen/installationen ”Techne”. Målningen i muralformat visar händer som tecknar det gammalgrekiska ordet ”techne”. Målningen går ner över en trappa och teateringången, vilket också gör verket till en installation som besökarna interagerar med. Ordet ”techne” betyder konst, hantverk eller skicklighet, och ska knyta an till Mimers hus, som ett hus av skapande.